# Sam Dalby
Samuel George Dalby, detto Sam (Leytonstone, 7 dicembre 1999), è un calciatore inglese, attaccante del Bolton.

## Carriera
Ha giocato nelle giovanili del Buckhurst Hill ed in quello del Leyton Orient, club della quarta divisione inglese, con cui il 30 agosto 2016 esordisce tra i professionisti subentrando a Jordan Bowery in una partita del Football League Trophy contro lo Stevenage, diventando così uno dei più giovani esordienti di sempre nella storia del club londinese. Nel dicembre del 2016 firma il suo primo contratto professionistico ed il 17 dicembre esordisce in campionato, subentrando dalla panchina a Robbie Weir nella sconfitta per 1-0 sul campo del Wycombe, mentre il 26 dicembre 2016 gioca la sua prima partita da titolare con il club, segnando nell'occasione anche la sua prima rete, che sblocca il risultato nella vittoria casalinga per 3-2 contro il Crawley Town. Nel corso della stagione, che gli O's terminano retrocedendo in quinta divisione, Dalby gioca in totale 16 partite (senza segnare altre reti); nell'estate del 2017 trascorre un periodo in prova al Crystal Palace, club di prima divisione, che comunque alla fine non lo tessera: l'attaccante inizia quindi la stagione 2017-2018 nuovamente al Leyton Orient, che il 23 gennaio 2018, dopo ulteriori 2 presenze, lo cede a titolo definitivo al Leeds Utd, club di seconda divisione, con cui firma un contratto della durata di due anni e mezzo. Dalby rimane al Leeds United per un anno solare, ricevendo diverse convocazioni in prima squadra ma di fatto senza mai esordirvi in competizioni ufficiali; per trovare maggiore spazio, il 31 gennaio 2019 viene ceduto in prestito fino a fine stagione al Morecambe, club di quarta divisione, con cui però in realtà finisce per giocare solamente 2 partite, senza mai segnare.
Il 21 luglio 2019 il Leeds United lo cede a titolo definitivo al Watford, con cui nella stagione 2019-2020 gioca principalmente con la squadra Under-23, sedendo in aggiunta in panchina in alcune partite della prima squadra, in Coppa di Lega; il 19 febbraio 2021 passa in prestito per un mese allo Stockport County, in quinta divisione; dopo 4 presenze senza reti torna agli Hornets, che dopo pochi giorni (il 22 marzo) lo cedono in prestito fino a fine stagione al Woking, altro club di quinta divisione, con cui realizza una rete in 14 partite di campionato e gioca una partita in FA Trophy. A fine stagione il suo contratto in scadenza non viene rinnovato, ed il 28 luglio 2021 l'attaccante firma un contratto biennale con il Southend Utd, club appena retrocesso nella quinta divisione inglese; il 1º agosto 2022, dopo aver segnato 9 reti in 43 partite di campionato, viene acquistato a titolo definitivo dai gallesi del Wrexham, a loro volta militanti nella quinta divisione inglese, con i quali firma un contratto biennale con un'opzione per un terzo anno.
Nella sua prima stagione con i Red Dragons gioca stabilmente da titolare, contribuendo alla vittoria del campionato con 6 reti in 41 presenze; l'anno seguente va invece in rete in un'occasione in 31 partite giocate, contribuendo alla conquista di una seconda promozione consecutiva, questa volta dalla quarta alla terza divisione, categoria in cui all'inizio della stagione 2024-2025 gioca anche una partita, per poi il 30 agosto 2024 venire ceduto in prestito per un anno al Dundee Utd, nella prima divisione scozzese.
Chiude la sua esperienza al Dundee United con il quarto posto in campionato, che vale la qualificazione alla UEFA Conference League. Dalby chiude la sua esperienza in prestito risultando come uno dei migliori giocatori dell'anno grazie alle sue 15 reti segnate in 35 partite di campionato giocate.
Terminato il prestito fa ritorno al Wrexham, dove non rinnova il suo contratto in scadenza; il 9 giugno 2025, prima ancora di essere effettivamente svincolato, si accorda per un contratto valevole dal successivo 30 giugno con il Bolton, club della terza divisione inglese.

## Statistiche

### Presenze e reti nei club
Statistiche aggiornate al 17 maggio 2025.
| Stagione             | Squadra              | Campionato           | Campionato | Campionato | Coppe nazionali | Coppe nazionali | Coppe nazionali | Coppe continentali | Coppe continentali | Coppe continentali | Altre coppe | Altre coppe | Altre coppe | Totale | Totale |
| Stagione             | Squadra              | Comp                 | Pres       | Reti       | Comp            | Pres            | Reti            | Comp               | Pres               | Reti               | Comp        | Pres        | Reti        | Pres   | Reti   |
| -------------------- | -------------------- | -------------------- | ---------- | ---------- | --------------- | --------------- | --------------- | ------------------ | ------------------ | ------------------ | ----------- | ----------- | ----------- | ------ | ------ |
| 2016-2017            | Leyton Orient        | FL2                  | 16         | 1          | FACup+CdL       | 0               | 0               |                    | -                  | -                  | FLT         | 1           | 0           | 17     | 1      |
| 2017-gen. 2018       | Leyton Orient        | NL                   | 2          | 0          | FACup           | 0               | 0               |                    | -                  | -                  | FAT         | 0           | 0           | 2      | 0      |
| Totale Leyton Orient | Totale Leyton Orient | Totale Leyton Orient | 18         | 1          |                 | 0               | 0               |                    | -                  | -                  |             | 1           | 0           | 19     | 1      |
| gen.-giu. 2018       | Leeds Utd            | FLC                  | 0          | 0          | FACup+CdL       | -               | -               |                    | -                  | -                  |             | -           | -           | 0      | 0      |
| 2018-gen. 2019       | Leeds Utd            | FLC                  | 0          | 0          | FACup+CdL       | 0               | 0               |                    | -                  | -                  |             | -           | -           | 0      | 0      |
| gen.-giu. 2019       | Morecambe            | FL2                  | 2          | 0          | FACup+CdL       | -               | -               |                    | -                  | -                  | FLT         | -           | -           | 2      | 0      |
| 2019-2020            | Watford              | PL                   | 0          | 0          | FACup+CdL       | 1+0             | 0               |                    | -                  | -                  |             | -           | -           | 1      | 0      |
| 2020-feb. 2021       | Watford              | PL                   | 0          | 0          | FACup+CdL       | 0               | 0               |                    | -                  | -                  |             | -           | -           | 0      | 0      |
| feb.-mar. 2021       | Stockport County     | NL                   | 4          | 0          |                 | -               | -               |                    | -                  | -                  | FAT         | 0           | 0           | 4      | 0      |
| mar.-giu. 2021       | Woking               | NL                   | 14         | 1          |                 | -               | -               |                    | -                  | -                  | FAT         | 1           | 0           | 15     | 1      |
| 2021-2022            | Southend Utd         | NL                   | 43         | 9          | FACup           | 1               | 0               |                    | -                  | -                  | FAT         | 2           | 1           | 46     | 10     |
| 2022-2023            | Wrexham              | NL                   | 41         | 6          | FACup           | 5               | 2               |                    | -                  | -                  | FAT         | 2           | 0           | 48     | 8      |
| 2023-2024            | Wrexham              | FL2                  | 31         | 1          | FACup+CdL       | 4+2             | 2+0             |                    | -                  | -                  | FLT         | 3           | 2           | 40     | 5      |
| ago. 2024            | Wrexham              | FL1                  | 1          | 0          | FACup+CdL       | 0+1             | 0               |                    | -                  | -                  | FLT         | 0           | 0           | 2      | 0      |
| Totale Wrexham       | Totale Wrexham       | Totale Wrexham       | 73         | 7          |                 | 12              | 4               |                    | -                  | -                  |             | 5           | 2           | 90     | 13     |
| 2024-2025            | Dundee Utd           | SP                   | 35         | 15         | CS+CdL          | 1+1             | 0               |                    | -                  | -                  |             | -           | -           | 37     | 15     |
| Totale carriera      | Totale carriera      | Totale carriera      | 189        | 33         |                 | 16              | 4               |                    | -                  | -                  |             | 9           | 3           | 214    | 40     |

## Palmarès

### Club

#### Competizioni nazionali
- National League: 1

Wrexham: 2022-2023